# Fraxinus dipetala
Fraxinus dipetala — вид квіткових рослин з родини маслинових (Oleaceae).

## Опис

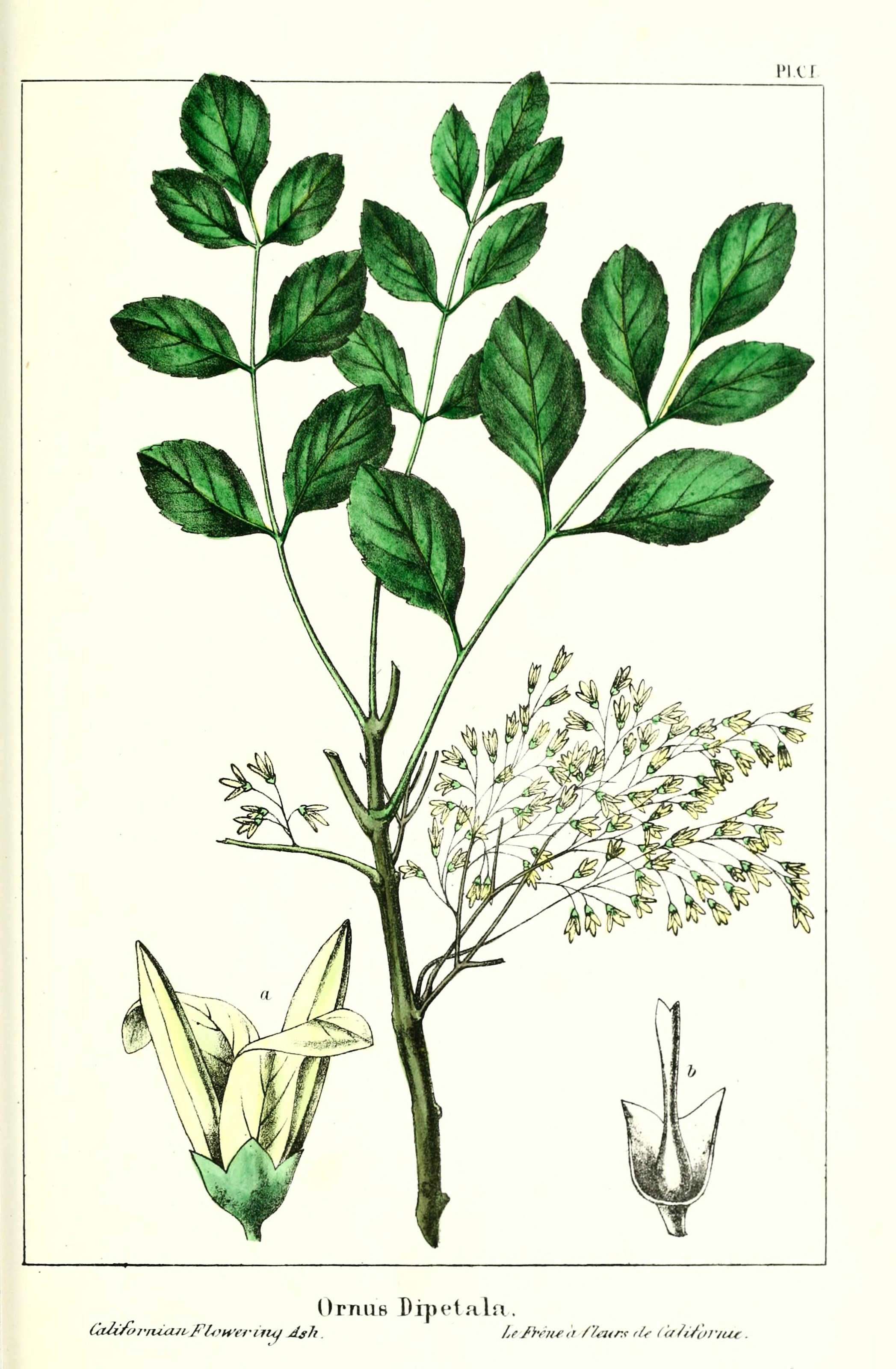
ілюстрація

Це листопадний кущ чи невелике дерево (до 7 метрів заввишки). Листки 5–19 см заввишки, від світло- до темно-зеленого кольору, з трьома-сімома (рідше дев'ятьма) листочками 1–7 см у довжину, товстими, зазубреними по краях. Квітки мають дві білі лопатеві пелюстки 2.5–4 мм у довжину, приємно запашні, звисають у нещільні пучки; на відміну від багатьох ясенів, вони двостатеві, а не дводомні. Плід — довга плоска крилатка 20–32 × 5–9 мм, зелена в незрілому стані і звисає пучками.

## Поширення
Зростає в Північній Америці: Мексика (Нижня Каліфорнія, Коауїла); США (Юта, Невада, Каліфорнія, Аризона).
Росте на висотах від 100 до 1300 метрів у чапаральних і передгірних лісах.

## Використання
Цей вид використовується в ландшафтному дизайні та як садове дерево, і його можна легко придбати в розплідниках Каліфорнії.